# La Pellerine (Maine-et-Loire)
Pour les articles homonymes, voir La Pellerine.
La Pellerine est une commune française située dans le département de Maine-et-Loire, en région Pays de la Loire.
Cette commune rurale se situe dans le Baugeois, au sud de Méon et au nord de Courléon, enclavée au sein de Noyant-Villages.

## Géographie

### Localisation
Ce village angevin de l’ouest de la France se situe dans l'Est du Baugeois, au sud de Noyant, sur la routeD 142 qui va de Méon (au nord) à Parçay-les-Pins (au sud). Baugé se trouve à 19 km et Saumur à 27 km,. Son territoire est essentiellement rural.
Le Baugeois est la partie nord-est du département de Maine-et-Loire. Elle est délimitée au sud par la vallée de l'Authion et celle de la Loire, et à l'ouest par la vallée de la Sarthe.

### Aux alentours
Les communes les plus proches sont Breil (3 km), Linières-Bouton (4 km), Méon (4 km), Parçay-les-Pins (4 km), Noyant (6 km), Meigné-le-Vicomte (7 km), Dénezé-sous-le-Lude (8 km), Mouliherne (8 km), Courléon (8 km) et Auverse (8 km).

### Géologie et relief
L'altitude de la commune varie de 54 à 97 mètres. Son sous-sol se compose de grès tertiaire et calcaire d'eau douce. On trouve aussi quelques alluvions anciennes au Sud.
Le relief du Baugeois est principalement constitué d'un plateau, aux terrains sablonneux, siliceux ou calcaires, caractérisés par de larges affleurements sédimentaires, crétacés, sables et calcaires aux teintes claires.
Son territoire s'étend sur plus de 5 km2 (530 hectares). Une enclave de la commune se situe sur le territoire de Parçay-les-Pins.
La Pellerine se situe sur l'unité paysagère du Plateau du Baugeois. Une partie de la commune est classée en zone Natura 2000, pour le lac de Rillé et les forêts avoisinantes, et en zone naturelle d'intérêt écologique, floristique et faunistique (ZNIEFF), pour les zones des massifs forestiers de la Breille, de Pont Ménard, de la Graine de sapin et zones de transition.

### Hydrographie
La rivière Le Lathan traverse le territoire de la commune.

### Climat
Le climat angevin est tempéré, de type océanique. Il est particulièrement doux, compte tenu de sa situation entre les influences océaniques et continentales. Généralement les hivers sont pluvieux, les gelées rares et les étés ensoleillés. Le climat du Baugeois est plus continental : plus sec et chaud l'été.
Pour des articles plus généraux, voir Climat des Pays de la Loire et Climat de Maine-et-Loire.
En 2010, le climat de la commune est de type climat océanique altéré, selon une étude du CNRS s'appuyant sur une série de données couvrant la période 1971-2000. En 2020, Météo-France publie une typologie des climats de la France métropolitaine dans laquelle la commune est exposée à un climat océanique et est dans la région climatique Moyenne vallée de la Loire, caractérisée par une bonne insolation (1 850 h/an) et un été peu pluvieux.
Pour la période 1971-2000, la température annuelle moyenne est de 11,3 °C, avec une amplitude thermique annuelle de 14,6 °C. Le cumul annuel moyen de précipitations est de 671 mm, avec 11 jours de précipitations en janvier et 6,5 jours en juillet. Pour la période 1991-2020, la température moyenne annuelle observée sur la station météorologique de Météo-France la plus proche, sur la commune de Channay-sur-Lathan à 11 km à vol d'oiseau, est de 12,1 °C et le cumul annuel moyen de précipitations est de 708,7 mm,. Pour l'avenir, les paramètres climatiques de la commune estimés pour 2050 selon différents scénarios d'émission de gaz à effet de serre sont consultables sur un site dédié publié par Météo-France en novembre 2022.

## Urbanisme

### Typologie
Au 1er janvier 2024, La Pellerine est catégorisée commune rurale à habitat dispersé, selon la nouvelle grille communale de densité à sept niveaux définie par l'Insee en 2022.
Elle est située hors unité urbaine et hors attraction des villes,.

### Occupation des sols
L'occupation des sols de la commune, telle qu'elle ressort de la base de données européenne d’occupation biophysique des sols Corine Land Cover (CLC), est marquée par l'importance des forêts et milieux semi-naturels (51,6 % en 2018), une proportion sensiblement équivalente à celle de 1990 (51,5 %). La répartition détaillée en 2018 est la suivante : 
forêts (51,6 %), zones agricoles hétérogènes (22,9 %), prairies (10 %), terres arables (8,6 %), zones urbanisées (6,9 %). L'évolution de l’occupation des sols de la commune et de ses infrastructures peut être observée sur les différentes représentations cartographiques du territoire : la carte de Cassini (XVIIIe siècle), la carte d'état-major (1820-1866) et les cartes ou photos aériennes de l'IGN pour la période actuelle (1950 à aujourd'hui).

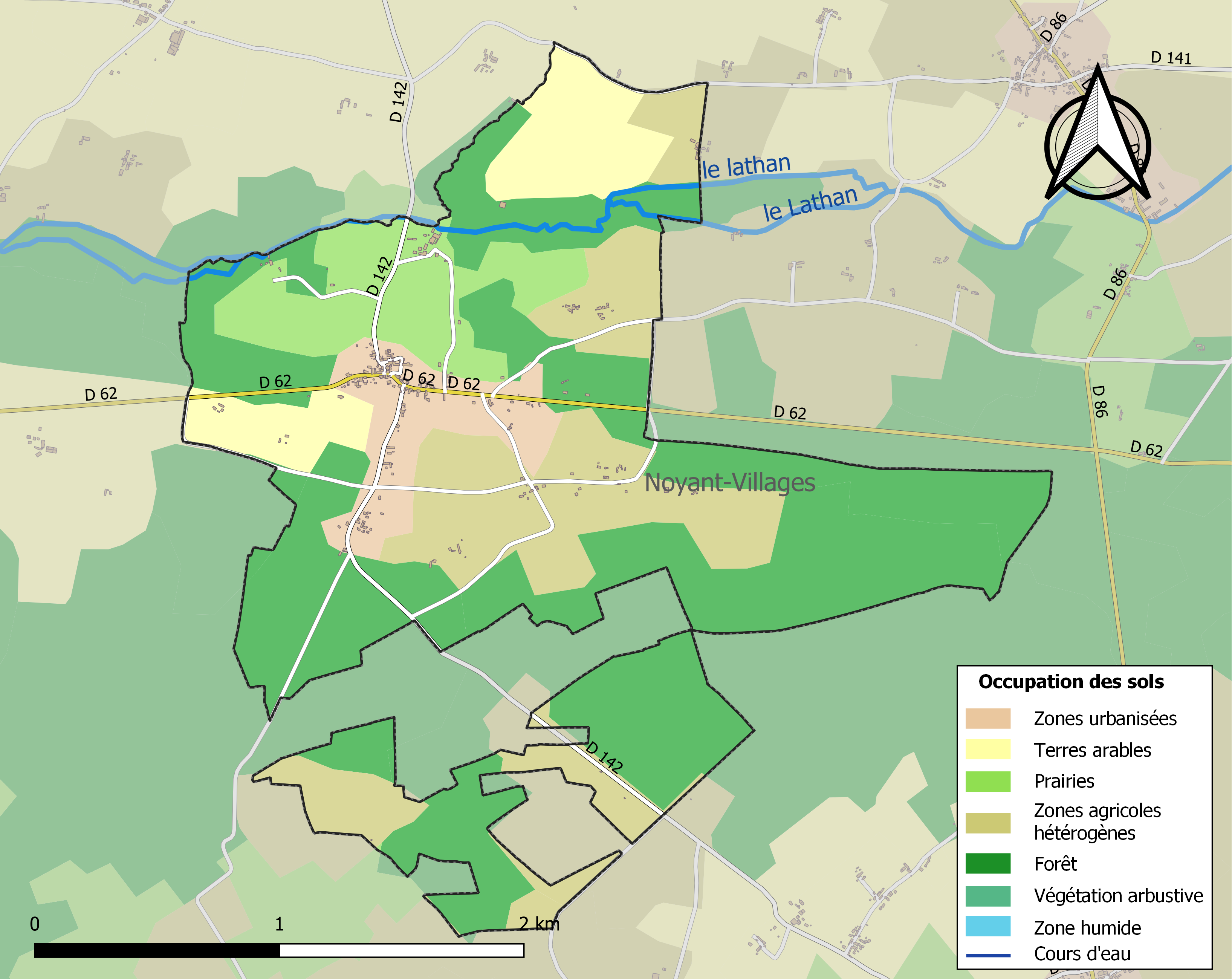
Carte des infrastructures et de l'occupation des sols de la commune en 2018 (CLC).

### Enclave de la Pellerine
Une partie de son territoire est quasi enclavée jusqu'en 2016 dans la commune voisine de Parçay-les-Pins. Depuis le 1er janvier 2017, à la suite de la fusion des quatorze communes de la communauté de communes du canton de Noyant entourant La Pellerine, c'est l'intégralité de la commune qui se voit enclavée dans la commune nouvelle de Noyant-Villages.

## Toponymie
Formes anciennes du nom : Ecclesia in page Andegavo cum villula (...) en 974, Obedientia Preregrina en 1060, La Pelerine vers 1200, La Pellerine aux XVIe et XVIIIe siècles.
Origine du nom : La Pellerine est à l'origine un lieu d'étape pour les voyageurs, sans qu'ils effectuent pour autant un pèlerinage.
Une autre commune porte le nom de « La Pellerine » : La Pellerine (Mayenne).
Nom des habitants : les Pellerins ou les Pellerinois.

## Histoire

### Moyen Âge
Dès le Xe siècle, La Pellerine est un petit centre (villula), avec des moulins sur le ruisseau, une église et un marché.

### Ancien Régime
Sous l'Ancien Régime, la paroisse dépend de la sénéchaussée angevine de Baugé, de son grenier à sel, et sur le plan religieux du diocèse d'Angers et du doyenné de Bourgueil.

### Époque contemporaine
Avec la réorganisation administrative sous la Révolution, La Pellerine devient en 1790 une commune du département de Maine-et-Loire. Elle est rattachée successivement au canton de Parçay, puis à celui de Mouliherne en 1791, et enfin à celui de Noyant en 1801. Ce dernier est intégré au district de Baugé, puis en 1800 à l'arrondissement de Baugé, et à sa disparition en 1926, à l'arrondissement de Saumur

## Politique et administration

### Administration municipale
La commune est créée à la Révolution. Municipalité en 1790. Le conseil municipal est composé de 11 élus.
| Période                                  | Période                     | Identité             | Étiquette | Qualité         |
| ---------------------------------------- | --------------------------- | -------------------- | --------- | --------------- |
| 1792                                     |                             | J.-R. Marcillé       |           |                 |
| septembre 1793                           | brumaire an IV              | J. Tharode           |           |                 |
| 1795                                     |                             | Vincent Favre        |           | Agent municipal |
| Ier messidor an VIII                     | 1806 (décès)                | Brochoire            |           |                 |
| 4 novembre 1806                          |                             | Étienne-Bernard Huet |           |                 |
| 25 octobre 1821                          |                             | Vincent Huet         |           |                 |
| 2 février 1831                           |                             | Joreau               |           |                 |
| 1843                                     | janvier 1857 (démission)    | Vincent Huet         |           |                 |
| 2 février 1857                           |                             | Jean Bouchet         |           |                 |
| 1862                                     |                             | Louis Verneau        |           |                 |
| 1874                                     |                             | Jean Jusseaume       |           |                 |
| 1908                                     |                             | Ernest Morand        |           |                 |
| 1929                                     |                             | Louis Raimbault      |           |                 |
| 1945                                     |                             | Marcel Boucheron     |           |                 |
| mars 1959                                |                             | Maxime Chevet        |           |                 |
| mars 1983                                |                             | Antoine Le Quinquis  |           |                 |
| mars 1989                                |                             | Gilbert Bouvet       |           |                 |
| mars 2008                                | En cours (au 1er juin 2020) | Christian Boitteau,  |           |                 |
| Les données manquantes sont à compléter. |                             |                      |           |                 |

### Jumelages
La commune ne comporte pas de jumelage.

### Intercommunalité
La Pellerine est membre, de 2001 à 2016, de la communauté de communes du canton de Noyant. Cette structure intercommunale regroupe les quinze communes du canton, dont Breil, Linières-Bouton, Méon, Noyant et Parçay-les-Pins,. La communauté de communes était membre du Pays des Vallées d'Anjou, structure administrative d'aménagement du territoire, comprenant six communautés de communes : Beaufort-en-Anjou, Canton de Baugé, Canton de Noyant, Loir-et-Sarthe, Loire Longué et Portes-de-l'Anjou.
La commune fait, à cette époque, également partie du SICTOD Nord Est Anjou, membre du SIVERT, syndicat intercommunal de valorisation et de recyclage thermique des déchets de l'Est Anjou qui se trouve à Lasse, et du SIVU AEP de la région de Noyant pour le traitement de l'eau potable.
Le 1er janvier 2017, La Pellerine devient membre de la nouvelle communauté de communes, Baugeois Vallée.

### Autres circonscriptions
Jusqu'en 2014, La Pellerine est dans le canton de Noyant et l'arrondissement de Saumur. Ce canton compte alors les quinze mêmes communes que celles de la communauté de communes. Dans le cadre de la réforme territoriale, un nouveau découpage territorial pour le département de Maine-et-Loire est défini par le décret du 26 février 2014. La commune est alors rattachée au canton de Beaufort-en-Vallée, avec une entrée en vigueur au renouvellement des assemblées départementales de 2015.
La commune fait partie de la troisième circonscription de Maine-et-Loire, composée de huit cantons, dont Baugé et Longué-Jumelles. Cette circonscription de Maine-et-Loire est l'une des sept circonscriptions législatives que compte le département.

## Population et société

### Démographie

#### Évolution démographique
L'évolution du nombre d'habitants est connue à travers les recensements de la population effectués dans la commune depuis 1793. Pour les communes de moins de 10 000 habitants, une enquête de recensement portant sur toute la population est réalisée tous les cinq ans, les populations de référence des années intermédiaires étant quant à elles estimées par interpolation ou extrapolation. Pour la commune, le premier recensement exhaustif entrant dans le cadre du nouveau dispositif a été réalisé en 2007.

En 2022, la commune comptait 137 habitants, en évolution de −5,52 % par rapport à 2016 (Maine-et-Loire : +2,12 %, France hors Mayotte : +2,11 %).
| 1793 | 1800 | 1806 | 1821 | 1831 | 1836 | 1841 | 1846 | 1851 |
| ---- | ---- | ---- | ---- | ---- | ---- | ---- | ---- | ---- |
| 120  | 151  | 166  | 194  | 207  | 204  | 221  | 241  | 201  |

| 1856 | 1861 | 1866 | 1872 | 1876 | 1881 | 1886 | 1891 | 1896 |
| ---- | ---- | ---- | ---- | ---- | ---- | ---- | ---- | ---- |
| 194  | 216  | 222  | 227  | 227  | 235  | 220  | 237  | 204  |

| 1901 | 1906 | 1911 | 1921 | 1926 | 1931 | 1936 | 1946 | 1954 |
| ---- | ---- | ---- | ---- | ---- | ---- | ---- | ---- | ---- |
| 198  | 215  | 217  | 180  | 180  | 200  | 183  | 196  | 235  |

| 1962 | 1968 | 1975 | 1982 | 1990 | 1999 | 2006 | 2007 | 2012 |
| ---- | ---- | ---- | ---- | ---- | ---- | ---- | ---- | ---- |
| 247  | 226  | 165  | 156  | 143  | 135  | 154  | 157  | 161  |

| 2017 | 2022 | - | - | - | - | - | - | - |
| ---- | ---- | - | - | - | - | - | - | - |
| 139  | 137  | - | - | - | - | - | - | - |

#### Pyramide des âges
La population de la commune est relativement âgée.
En 2018, le taux de personnes d'un âge inférieur à 30 ans s'élève à 23,8 %, soit en dessous de la moyenne départementale (37,2 %). À l'inverse, le taux de personnes d'âge supérieur à 60 ans est de 38,8 % la même année, alors qu'il est de 25,6 % au niveau départemental.
En 2018, la commune compte 69 hommes pour 66 femmes, soit un taux de 51,11 % d'hommes, largement supérieur au taux départemental (48,63 %).
Les pyramides des âges de la commune et du département s'établissent comme suit.
| Hommes | Classe d’âge | Femmes |
| ------ | ------------ | ------ |
| 0,0    | 90 ou +      | 1,5    |
| 7,0    | 75-89 ans    | 14,7   |
| 31,0   | 60-74 ans    | 23,5   |
| 29,6   | 45-59 ans    | 20,6   |
| 9,9    | 30-44 ans    | 14,7   |
| 14,1   | 15-29 ans    | 13,2   |
| 8,5    | 0-14 ans     | 11,8   |

| Hommes | Classe d’âge | Femmes |
| ------ | ------------ | ------ |
| 0,9    | 90 ou +      | 2,1    |
| 7      | 75-89 ans    | 9,5    |
| 16,2   | 60-74 ans    | 16,9   |
| 19,4   | 45-59 ans    | 18,7   |
| 18,2   | 30-44 ans    | 17,5   |
| 18,8   | 15-29 ans    | 17,6   |
| 19,5   | 0-14 ans     | 17,6   |

### Vie locale
Hormis la mairie, il n'existe pas de services publics sur la commune. Il faut se rendre à la commune voisine de Breil ou bien à Noyant.
L’hôpital local le plus proche se trouve à Baugé (95 places) ainsi que plusieurs maisons de retraite.
La collecte des déchets ménagers (tri sélectif) est organisée par la communauté de communes du Canton de Noyant.

## Économie

### Tissu économique
Commune principalement agricole, en 2009, sur les 15 établissements présents sur la commune, 40 % relèvent du secteur de l'agriculture (pour 18 % sur le département). L'année suivante, en 2010, sur 15 établissements présents sur la commune, 40 % relèvent du secteur de l'agriculture (pour une moyenne de 17 % sur le département), 7 % du secteur de l'industrie, aucun du secteur de la construction, 40 % de celui du commerce et des services et 13 % du secteur de l'administration et de la santé. Cinq ans plus tard, sur les 14 établissements présents en 2015, 21 % relèvent du secteur de l'agriculture (pour une moyenne de 11 % sur le département), 7 % du secteur de l'industrie, 14 % de celui de la construction, 50 % du secteur du commerce et des services et 7 % de celui de l'administration et de la santé.

### Agriculture
Liste des appellations présentes sur le territoire :
- IGP Bœuf du Maine, IGP Porc de la Sarthe, IGP Volailles de Loué, IGP Volailles du Maine,
- IGP Rillettes de Tours, IGP Œufs de Loué,
- IGP Cidre de Bretagne ou Cidre breton.

## Culture locale et patrimoine

### Lieux et monuments
Bâtiment inscrit aux monuments historiques :
- Église paroissiale Saint-Aubin, des Xe XVe XVIIIe et XIXe siècles, Monument historique classé par arrêté du 4 juillet 2006 (PA49000063) en totalité[43].

Autres ouvrages inscrits à l'inventaire général du patrimoine culturel :
- Plusieurs maisons et fermes, des XVIIe, XVIIIe et XIXe siècles ;
- Plusieurs moulins, des XVIIIe et XIXe siècles ;
- Presbytère du XVIIIe siècle.

## Pour approfondir